# Manta alfredi
Manta alfredi е вид хрущялна риба от семейство Орлови скатове (Myliobatidae). Видът е световно застрашен, със статут Уязвим.

## Разпространение
Разпространен е в Австралия (Западна Австралия, Куинсланд, Нов Южен Уелс и Северна територия), Британска индоокеанска територия (Чагос), Гуам, Джибути, Египет (Синайски полуостров), Йемен, Индия (Андамански острови), Индонезия (Бали, Папуа, Сулавеси и Ява), Испания (Канарски острови), Кабо Верде, Кокосови острови, Мадагаскар, Малайзия, Малдиви, Маршалови острови, Микронезия, Мозамбик, Нова Каледония, Оман, Остров Рождество, Острови Кук, Палау, Папуа Нова Гвинея (Бисмарк), Саудитска Арабия, САЩ (Хавайски острови), Северни Мариански острови, Сейшели, Сенегал, Соломонови острови, Судан, Тайланд, Фиджи, Филипини, Френска Полинезия (Дружествени острови и Туамоту), Шри Ланка, Южна Африка (Квазулу-Натал) и Япония (Рюкю).